# Jacques Testard de Montigny
Pour les articles homonymes, voir Testard de Montigny.
Cet article possède un paronyme, voir Jacques Testart.
 (novembre 2023).
Si vous disposez d'ouvrages ou d'articles de référence ou si vous connaissez des sites web de qualité traitant du thème abordé ici, merci de compléter l'article en donnant les références utiles à sa vérifiabilité et en les liant à la section « Notes et références ».

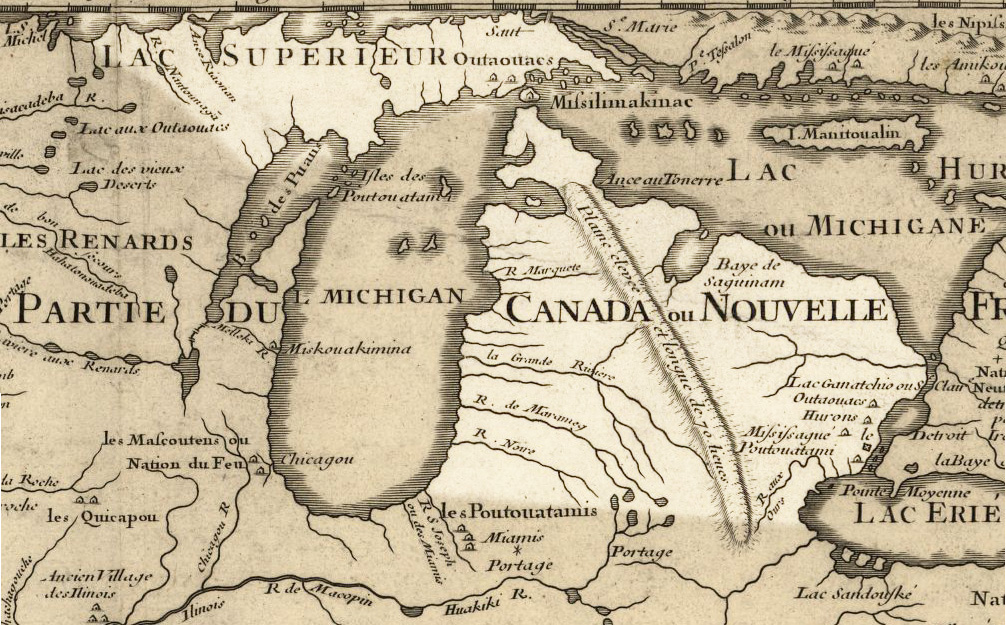
Localisation de la baie des Puants à l'ouest du lac Michigan en Nouvelle-France par Guillaume Delisle en 1718.

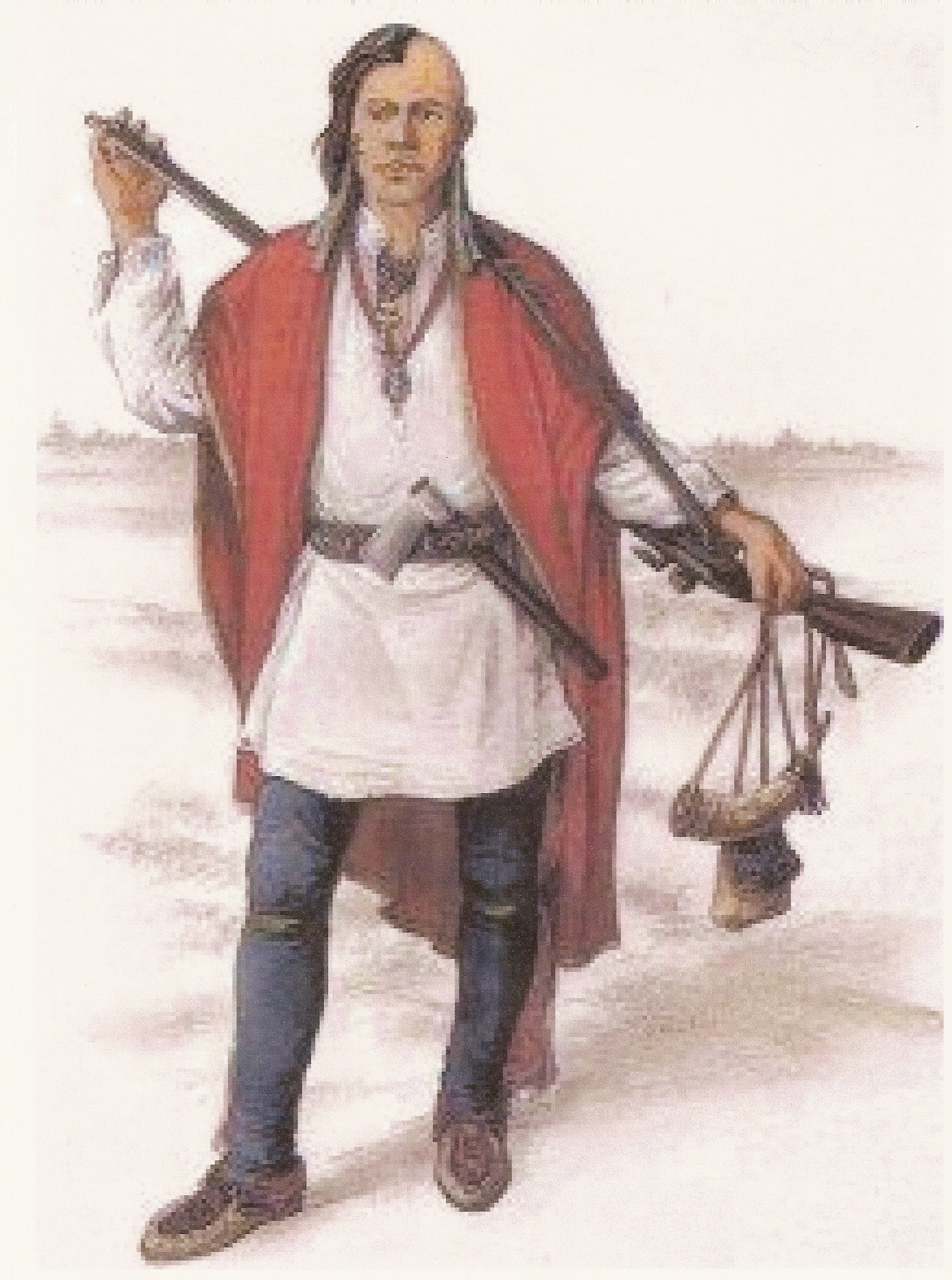
Guerrier micmac allié des Français.

Jacques Testard de Montigny, né en 1663 à Montréal et mort le 9 juillet 1737 dans la même ville, est un officier des Troupes de la Marine qui participa à plusieurs batailles victorieuses contre les Anglais. Il fut commandant du Fort Michilimackinac.

## Biographie
Jacques Testard de Montigny se porta volontaire dans les troupes canadiennes. Il participa à l'expédition militaire de Schenectady avec les alliés amérindiens des Français, les Algonquins et les Hurons. Cette expédition militaire répondait au massacre de Lachine, un an plus tôt, au cours duquel les Iroquois, alliés des Anglais, avaient massacrés les colons français à Lachine. C'était le début des guerres franco-iroquoises et la première guerre intercoloniale pendant la guerre de la Ligue d'Augsbourg en Europe.
En 1692, il embarque pour la France à bord du navire de Pierre Le Moyne d'Iberville. 
En 1693, il s'en retourne au Canada et rejoint le tout nouveau Fort Nashwaak construit en Acadie par le gouverneur de l'Acadie Joseph Robineau de Villebon.  Il a dirigé les amérindiens des tribus Abénaquis et Micmacs dans les raids contre les troupes anglaises, notamment lors de la victoire française de la bataille de la baie de Fundy.
En 1696, il dirige la capture de Fort Pemaquid avec l'aide de ses alliés amérindiens Malécites de la Nation des Abénaquis conduit par leur chef Nescambiouit (Escumbuit). La même année il participe avec ses alliés Micmacs à la campagne de la péninsule d'Avalon qui consista à l'attaque de postes anglais situés dans la péninsule d'Avalon à Terre-Neuve.
En 1700, Jacques Testard de Montigny est promu lieutenant. 
En 1704 et 1705, il renouvelle les attaques incessantes contre les comptoirs de pêche britanniques de Terre-Neuve. Il amena des guerriers Abénaquis à Terre-Neuve,  sous la direction de Daniel d'Auger de Subercase. Ils ont à nouveau détruit un certain nombre de colonies anglaises, mais n'ont pas pu capturer Saint-Jean de Terre-Neuve (St John's), la capitale la colonie anglaise de Terre-Neuve.
En 1706, Jacques Testard de Montigny et son allié, le chef Nescambiouit, se rendent en France et sont présentés au roi Louis XIV.
En 1709, il rejoint les troupes françaises pour combattre et arrêter efficacement l'avancée anglaise au sud du lac Champlain.
Le 12 juin 1712, il est fait chevalier de la croix de Saint-Louis et l’année suivante ou lui accorde un congé pour rétablir sa santé. Veuf d’un premier mariage contracté en 1698 avec Marguerite Damours, il épouse en 1718 Marie-Anne de La Porte de Louvigny et ils auront sept enfants. La famille est établie à Montréal. Malgré son grand âge, il est envoyé dans les postes éloignés, étant « craint et respecté des Sauvages ».
En 1721, il est envoyé dans la baie des Puants à l'ouest du lac Michigan. Il établit de bonnes relations avec les Amérindiens de la tribu des Renards. Il accueille son vieil ami Nescambiouit. 
En 1730, il est nommé commandant du Fort Michilimakinac pour succéder à Jacques-Charles Renaud Dubuisson. Il voyage en compagnie du père jésuite Pierre-François-Xavier de Charlevoix. 
En 1733, trois ans après sa prise de fonction du commandement du fort Michilimakinac et de la protection de la mission Saint-Ignace, il est réformé en raison de son âge (70 ans) et de son état de santé. Il est remplacé par  Pierre Joseph Céloron de Blainville. Il s'en retourne alors à Montréal où il meurt le 9 juillet 1737.